# Hala Tivoli
Hála Tívoli (Športna dvorana Tivoli) je športni objekt v mestu Ljubljana pod Šišenskim hribom in Rožnikom.
Velika ali ledena dvorana, je bila namenjena predvsem hokejskim tekmam. Z obnovo velike dvorane so bile v njo prenesene košarkarske tekme Olimpije v evropskem klubskem tekmovanju. Košarkarsko igrišče je bilo postavljeno čez ledeno ploščo ter dodani montažni tribuni, s čemer se je povečala kapaciteta dvorane na okrog 6000 gledalcev. Mala dvorana pa ima po prenovi leta 1995 4050 sedežev. Dvorana je gostila eno izmed predskupin EuroBasketa 2013. V letu 2013 je Mestna občina Ljubljana Dvorano Tivoli konkretno prenovila.
V letu 2015 smo obeležili 50. obletnico Hale Tivoli.

## Zgodovina
Halo, ki leži na robu istoimenskega parka Tivoli, sta zasnovala arhitekta Marjan Božič in Stanko Bloudek (v drevoredu pred objektom stoji njegov doprsni kip), zgradili pa so jo med novembrom 1963 in marcem 1965. Zunanje ali tlorisne mere objekta so bile 120 m x 80 m, z višino 11 m (na sredini objekta), dvorane pa 108 m x 36 m, z montažno steno, ki je predeljevala dvorano na veliko (ali ledeno) in malo dvorano. 

### Dogodki
Prvi gost je bil sloviti ameriški jazzovski glasbenik Louis Armstrong, ki je nastopil pred približno 6000 poslušalci. Rekordno število obiskovalcev je velika dvorana dosegla 13. maja 1985 na koncertu britanske skupine Dire Straits, ki si ga je ogledalo več kot 8000 poslušalcev (po nepreverljivih podatkih je število poslušalcev morda presegel koncert skupine Boney M leta 1978). Poleg omenjenih so v dvorani Tivoli gostovala še mnoga znana imena iz sveta glasbe, med njimi Ray Charles, Eddy Grant, Anahi, B.B. King, Ike & Tina Turner, Burning Spear (1987), Joe Cocker, Bob Dylan, Iggy Pop, Eros Ramazzoti, David Bowie, Anastacia, Bryan Adams, Sting, ter skupine Simply Red, Simple Minds, The Queen, The Cure, 2x razprodani Spandau Ballet, The Dubliners, Motörhead, Iron Maiden, Rammstein, Deep Purple, Nirvana, Magic of the Dance, Lord of the Dance, Jean Michel Jarre, Il Divo, Pink, RBD, 50 Cent, Billy Idol, Alice Cooper, Mungo Jerry, Human League, Kraftwerk. V Hali Tivoli se je odvijal tudi finale slovenskega šova Slovenija ima talent.
V dvorani Tivoli so se zvrstila tudi mnoga svetovna prvenstva: 1965 v namiznem tenisu, 1966 v hokeju na ledu skupine A, 1969, 1974, 1991, 1998, 2007 in 2010 v hokeju na ledu skupine B oz. 1. divizije, 1970 v košarki, v umetnostnem drsanju in v gimnastiki, 1982 v dvigovanju uteži, 1984 v kegljanju in 1993 v hokeju na ledu skupine C. Leta 2010 je ponovno gostila Svetovno prvenstvo v hokeju na ledu skupine B.
Na svetovnem prvenstvu v gimnastiki (1970) so jugoslovansko vrsto sestavljali sami Slovenci, zlato medaljo na konju z ročaji je pritelovadil Miroslav Cerar. Istega leta pa je na svetovnem prvenstvu v košarki jugoslovanska košarkarska reprezentanca presenetljivo osvojila zlato medaljo. 23. maja 1970 se je tako na tekmo med Jugoslavijo in ZDA v dvorano Tivoli natrpalo rekordnih 14 tisoč ljudi. Član ekipe je bil tudi Ivo Daneu, ki je z zadnjim metom Jugoslaviji zagotovil naslov svetovnih prvakov.